# Marion Thees
Marion Thees z d. Trott (ur. 5 lipca 1984) – niemiecka skeletonistka, wielokrotna medalistka mistrzostw świata i dwukrotna zdobywczyni Pucharu Świata.

## Kariera
Pierwsze sukcesy w karierze osiągnęła w 2009 roku, kiedy podczas mistrzostw świata w Lake Placid wywalczyła dwa medale. Najpierw zwyciężyła w rywalizacji kobiet, a parę dni później wspólnie z kolegami i koleżankami z reprezentacji zdobyła też złoty medal w zawodach drużynowych. Wyniki te powtórzyła na rozgrywanych dwa lata później mistrzostwach świata w Königssee. Thees zdobyła także srebrne medale w zawodach drużynowych na mistrzostwach świata w Lake Placid w 2012 roku i rozgrywanych rok później mistrzostwach świata w St. Moritz. W 2010 roku wystąpiła na igrzyskach olimpijskich w Vancouver, zajmując ósme miejsce. Brała także udział w igrzyskach w Soczi w 2014 roku, plasując się na trzynastej pozycji. W zawodach Pucharu Świata zadebiutowała 29 listopada 2007 roku w Calgary, zajmując jedenaste miejsce. Na podium po raz pierwszy stanęła 1 lutego 2008 roku w Königssee, gdzie była trzecia. Najlepsze wyniki osiągnęła w sezonach 2008/2009 i 2012/2013, kiedy zwyciężała w klasyfikacji generalnej.